# کوری میلکرست
کوری میلکرست (انگلیسی: Corey Mylchreest) یک بازیگر انگلیسی‌تبار است. او که فارغ‌التحصیل آکادمی سلطنتی هنرهای دراماتیک است، وی به‌خاطر نقش‌آفرینی در نقش پادشاه جرج سوم در مینی‌سریال، ملکه شارلوت: داستان بریجرتون (۲۰۲۳) شهرت دارد.
میلکرست در ۸ مه ۱۹۹۸ در لندن به دنیا آمد و در لیتنستون، شرق لندن بزرگ شد. او به مدرسه فارست، والتهامستو رفت، و به تئاتر ملی جوانان پیوست. او در سال ۲۰۲۰ با مدرک لیسانس هنرهای بازیگری از آکادمی سلطنتی هنرهای دراماتیک فارغ‌التحصیل شد.